# Arachnocephalus medvedevi
Arachnocephalus medvedevi is een rechtvleugelig insect uit de familie Mogoplistidae. De wetenschappelijke naam van deze soort is voor het eerst geldig gepubliceerd in 1994 door Gorochov.
1. ↑  (en) Arachnocephalus medvedevi op de IUCN Red List of Threatened Species.